# Шаперон, Боб
Робе́р (Боб) Шаперо́н (фр. Robert (Bob) Chaperon, род. 18 мая 1958, Канада) — канадский бывший профессиональный игрок в снукер; также на высоком уровне играет в пул.

## Карьера
Стал профессионалом в 1984 году. В 1990 году выиграл свой единственный рейтинговый турнир — British Open, обыграв в финале Алекса Хиггинса, 10:8. Также Боб побеждал в составе канадской сборной на Кубке мира в 1990. Кроме British Open Шаперон как минимум однажды достигал четвертьфинала другого рейтингового турнира (Гран-при 1987 года). Боб дважды (в 1981 и 2000) выигрывал чемпионат Канады по снукеру. Наивысшая позиция канадца в мировом рейтинге — 26-е место в сезоне 1990/91, но как раз после этого сезона карьера Шаперона пошла на спад, и в 2001 он покинул профессиональный снукер.

## Достижения
- British Open — 1990
- World Cup (в составе сборной Канады) — 1990